# بخش توپونگاتو
بخش توپونگاتو (به اسپانیایی: Departamento Tupungato) یک منطقهٔ مسکونی در آرژانتین است که در استان مندوسا واقع شده‌است. بخش توپونگاتو ۲٬۴۸۵ کیلومتر مربع مساحت و ۲۸٬۵۳۹ نفر جمعیت دارد.